# Модульне мистецтво

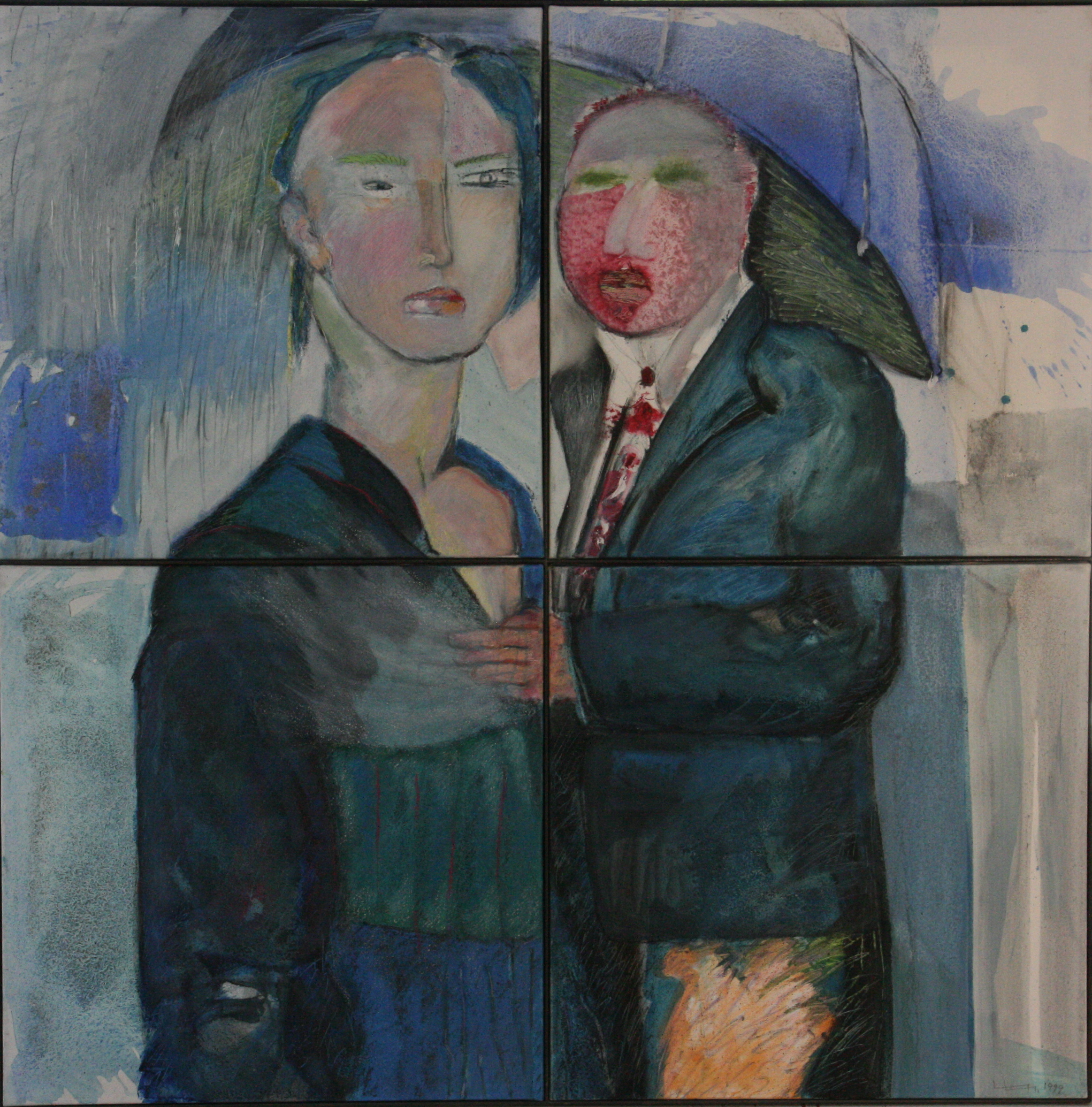
Леда Лусс Луйк: ModulArt, Пара.

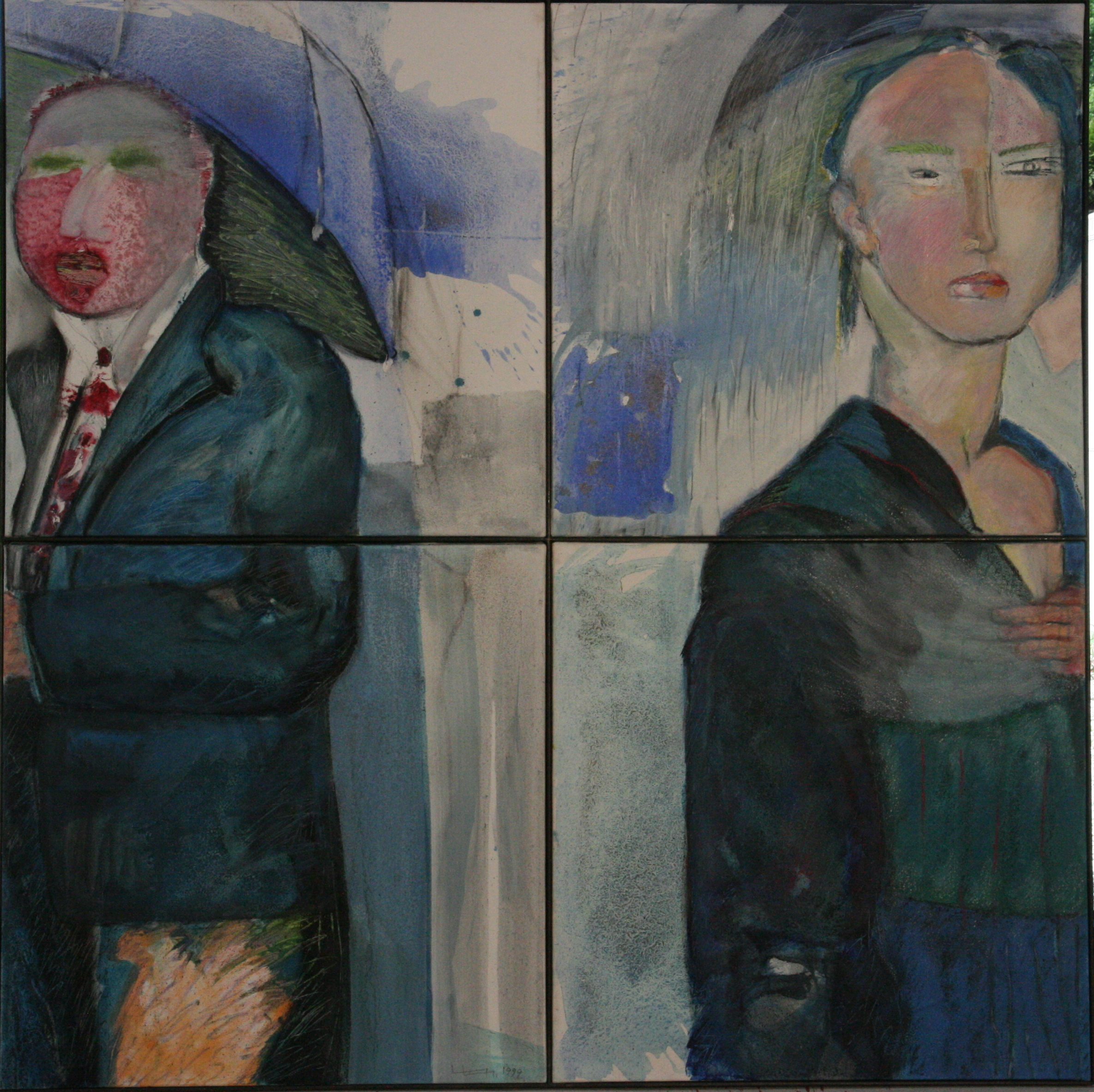
Леда Лусс Луйк: ModulArt, Пара, модуляція 1.

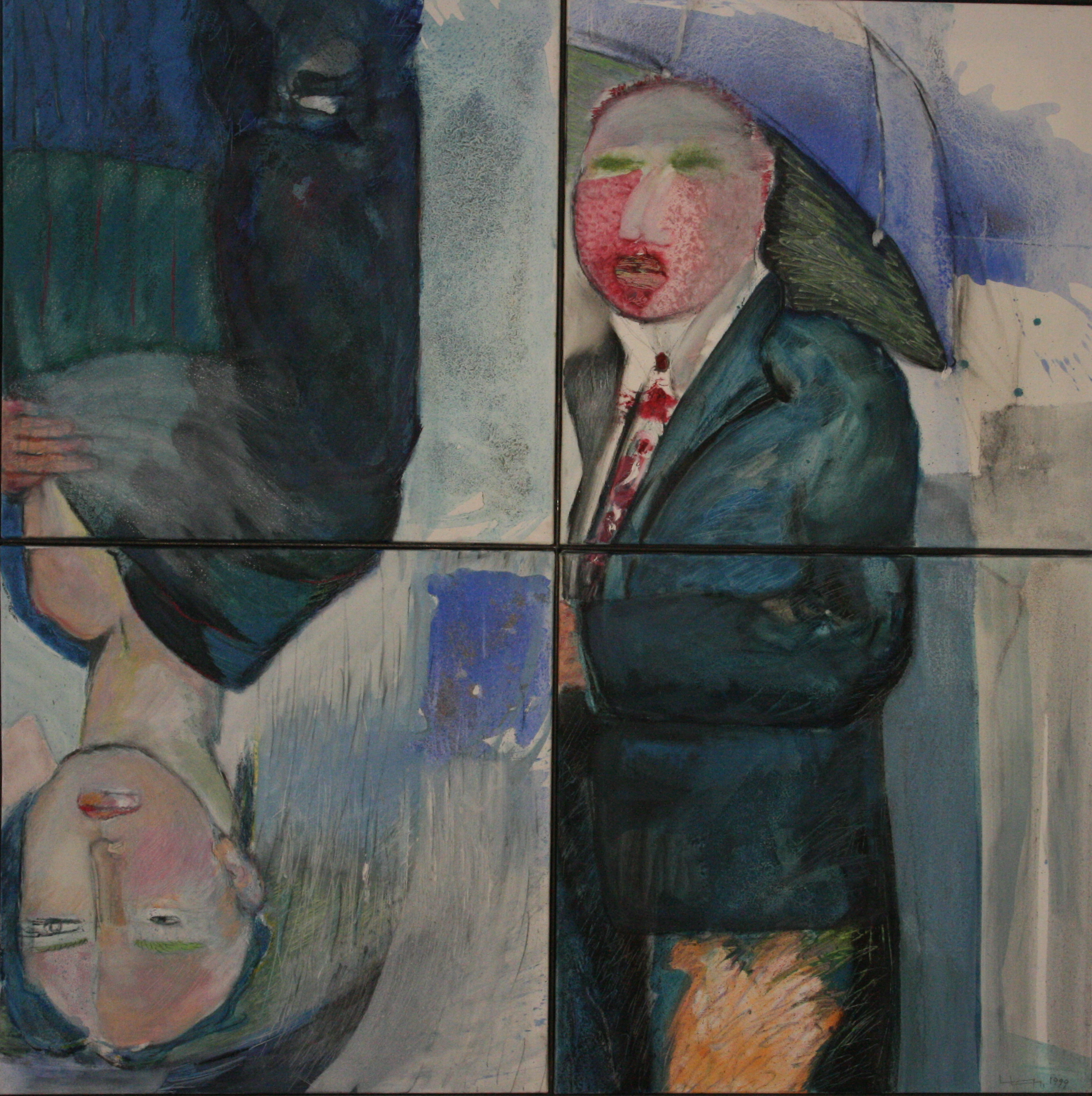
Леда Лусс Луйк: ModulArt, Пара, модуляція 2.

Модульне мистецтво — напрям сучасного мистецтва, що має на увазі створення творів шляхом об'єднання спільно стандартизованих одиниць (модулів) з утворенням більших, складніших композицій. У деяких роботах модулі можуть бути переміщені, вилучені або додані до вихідного набору .

## Передумови
Починаючи з 1950-х років ряд сучасних художників прагнули включити кінетичні методи в свої роботи в спробі подолати статичний характер існуючого мистецтва. Так американський скульптор Олександр Колдер одним з перших почав спроби впровадження фізичного динамізму в сучасному мистецтві, його роботи постійно змінювалися через постійний рух, в ряді випадків для цих перетворень не були потрібні зусилля людини. Швейцарець Жан Тенглі створював скульптури, що саморуйнуються, продовжив дослідження в області передачі динамічної мінливості твору мистецтва, створивши форму повної ліквідації. Угорський скульптор Віктор Вазарелі в 1955 році видав свій маніфест JAUNE, в якому стверджував, що його твори мистецтва множаться і повторюються в серіях на противагу статичному мистецтву минулого.

## Промисловий дизайн та архітектура
Модульність входить в світ сучасного мистецтва в основному за рахунок дисциплін промислового дизайну і архітектури . Бельгійський архітектор Луї Герман Де Конінк працюючи в команді створив перший зразок модульної кухні Cubex в 1932 році. Серія складалася з стандартних компонентів, що випускаються промисловістю, які могли бути об'єднані і збудовані в різних комбінаціях для розміщення в кухні практично будь-якого розміру. Американський дизайнер Гілберт Рохде в 1930-х — 1940-х роках працював над створенням модульних меблів для компанії Herman Miller Corporation, як і Де Конінк він розробив стандартні конфігурації модулів які легко вписувалися в будь-який інтер'єр при взаємозамінності. Використання модуля має багату архітектурну історію. У давнину архітектори використовували модуль, перш за все, в якості одиниці вимірювання направляючої пропорції плану.

## Скульптура
У 1950-х — 1960-х роках в США сформувався напрям скульптурного модульного конструктивізму його виникнення пов'язують з американськими скульпторами Ервіном Хауером і Норманом Карлбергом. Створювані в рамках напряму конструкції виявилися корисними і привабливими для використання в архітектурних стінах і екранах, часто демонструючи складні візерунки хвилеподібних тканеподобних лямок і витоків з отворами, які пропускають і фільтрують світло, створюючи при цьому хвилеподібні візерунки тіні.

## Модульність в образотворчому мистецтві

### Америка
Роберт Раушенберг в 1951 році написав «Білу картину» яка складається з чотирьох однакових білих квадратів, з геометрією взаємопов'язаних форм ця робота одна з найраніших . Раушенберг досліджував цю тему в тому ж році створивши роботи з трьох і семи однакових прямокутних панелей, давши натяк на нескінченність тиражування. Прохолодна абстракція цих полотен віщує поява модульности як повноцінної тема мінімалізму 1960-х років . Тоні Сміт, Сол Левітт, Ден Флавін і Дональд Джадд підхопили естафету і стали самими продуктивними художниками модульного напрямку тих років.
Тоні Сміт почав художню кар'єру в якості архітектурного дизайнера. Для того, щоб продовжити свою освіту, він працював підмайстром на деяких проектах Френка Ллойда Райта протягом декількох років, починаючи з 1938 року. Від Райта він навчився використовувати модульні системи у створенні архітектурних проектів. У випадку Райта, інтерес до модульної конструкції можливо був отриманий ним з його знайомства з модульною практикою в традиційній японській архітектурі . Взаємовплив архітектурних дослідів Тоні Сміта з дизайном і живописом дозволило художнику розвинути яскраво індивідуальний метод оперування кольором, формою і пластикою. Сміт буде використовувати шестигранник та інші елементарні геометричні форми в своїй архітектурній практиці, а починаючи з 1960-х років він почне виготовляти скульптури . Звільнившись від програмних і великих структурних вимог архітектури, в скульптурі Сміта тривимірні профілі модульної форми будуть використовуватися вже в естетичних цілях. Примітно що скульптор не створював роботи самостійно, розробляючи лише план і макет, створенням робіт займалися професійні сталевари і зварювальники .

### Європа
В Європі, де Мінімалістська школа модульного мистецтва часто розглядається як головним чином американське явище, обговорення модульності часто фокусується на його динамічної мінливості.
Грецький художник Леда Лусс Луйк створив модульні картини, що складаються з пересувних несучих певний малюнок панелей, встановлених в сталеву раму. Свої роботи він назвав «ModulArt». У цих роботах автор дає можливість глядачеві самостійно вибрати зображення на картині, пропонуючи альтернативні сюжети в динаміці, таким чином художник перетворює статичну картину в динамічну. Мистецтвознавець і теоретик Денис Закаропулос назвав це «новим способом руху в живописі». Концепція модульної техніки дозволяє користувачеві компонувати і перекомпонувати твір мистецтва, який вже підготовлений до перестановки його частин, забезпечуючи тим самим численні можливості для все нових і нових картин .